# Список дипломатических миссий Сирии

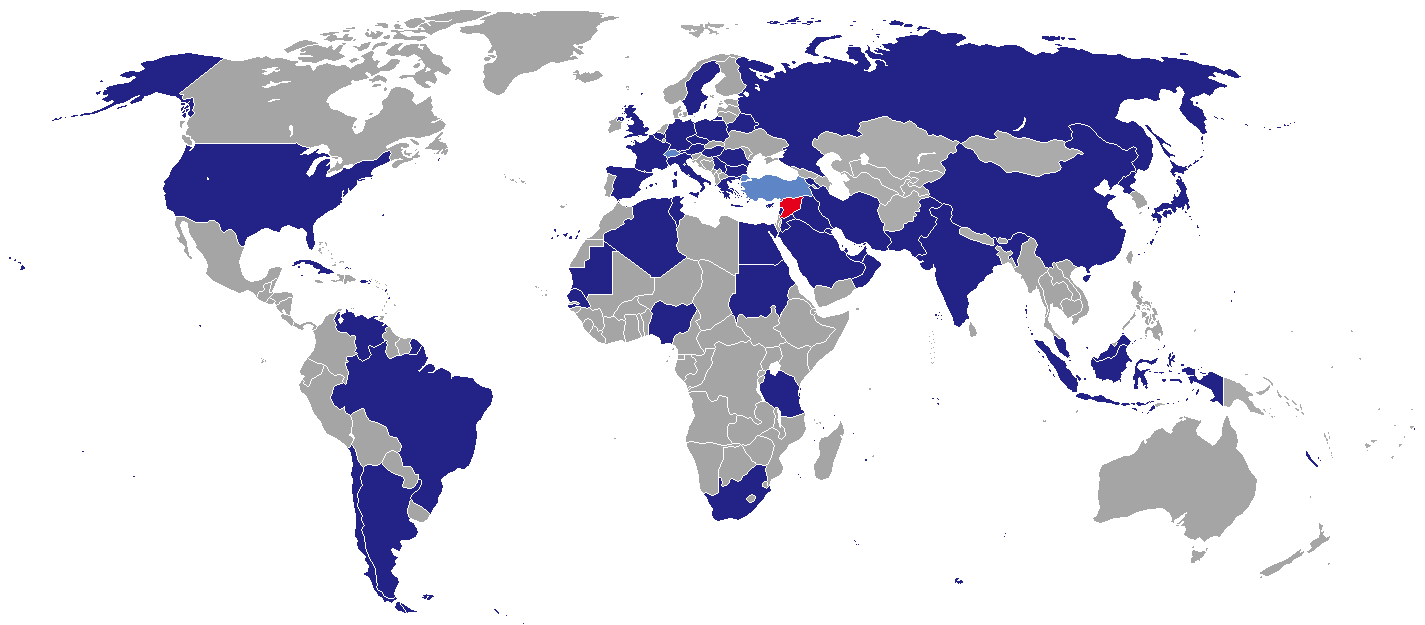

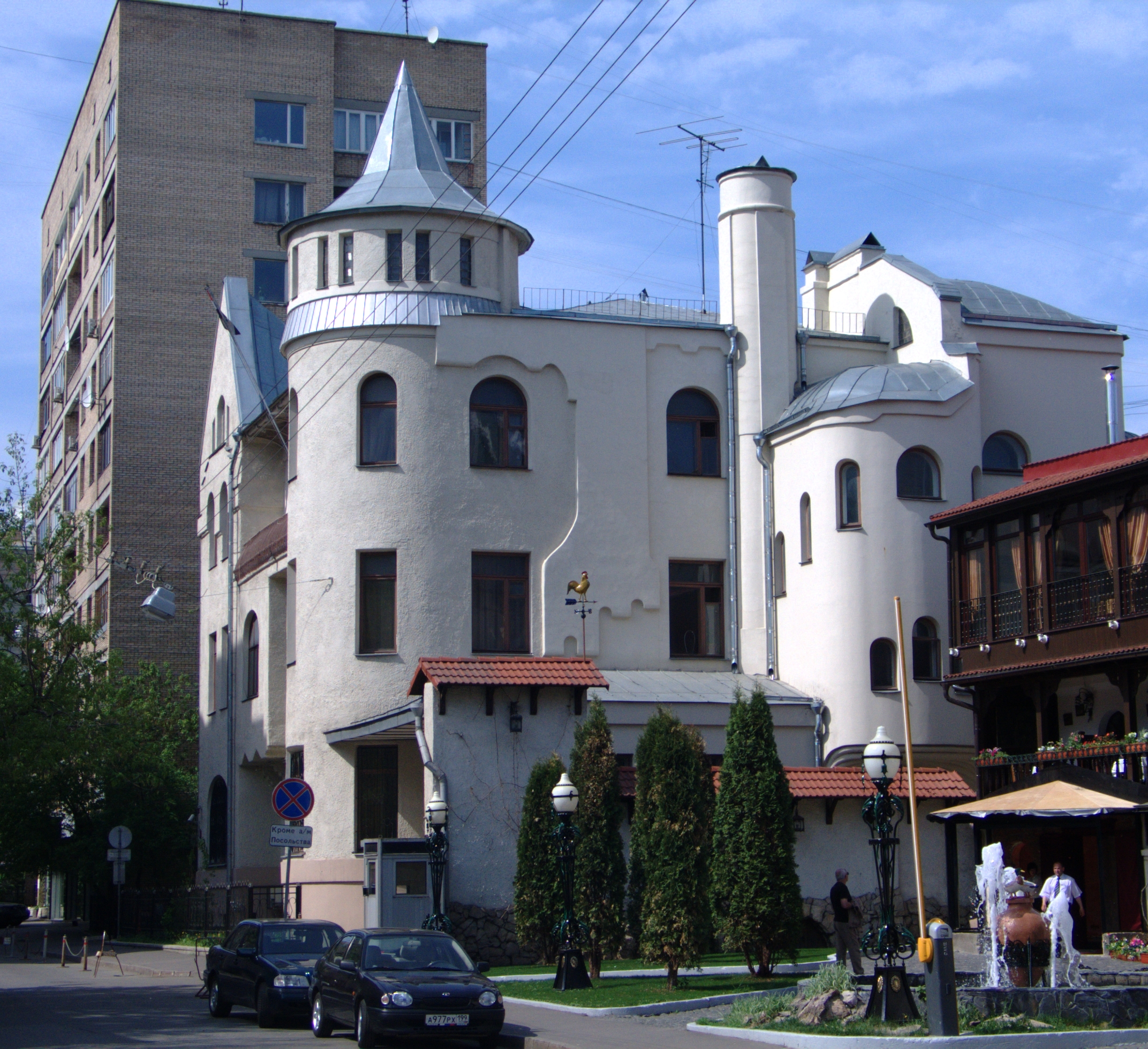
Посольство Сирии в Москве

Список дипломатических миссий Сирии — наибольшее количество дипломатических представительств Сирийской Арабской Республики сосредоточено в странах Ближнего и Среднего Востока, в странах Европы, в исламских государствах.

## Европа
- Австрия, Вена (посольство)
- Армения, Ереван (посольство)
- Бельгия, Брюссель (посольство)
- Болгария, София (посольство)
- Кипр, Никосия (посольство)
- Чехия, Прага (посольство)
- Франция, Париж (посольство)
- Германия, Берлин (посольство)
- Греция, Афины (посольство)
- Венгрия, Будапешт (посольство)
- Италия, Рим (посольство)
- Польша, Варшава (посольство)
- Румыния, Бухарест (посольство)
- Россия, Москва (посольство)
- Сербия, Белград (посольство)
- Испания, Мадрид (посольство)
- Швеция, Стокгольм (посольство)
- Украина, Киев (посольство)
- Великобритания, Лондон (посольство)
- Турция, Анкара (посольство) - закрыто 
  - Газиантеп (генеральное консульство) - закрыто
  - Стамбул (генеральное консульство)

## Америка
- Канада, Оттава (посольство) - в настоящее время приостановлено.
- Куба, Гавана (посольство)
- США, Вашингтон (посольство) - в настоящее время приостановлено.
  - Детройт (консульство)
- Аргентина, Буэнос-Айрес (посольство)
- Бразилия, Бразилиа (посольство)
  - Сан-Паулу (генеральное консульство)
- Чили, Сантьяго (посольство)
- Венесуэла, Каракас (посольство)

## Ближний и Средний Восток
- Бахрейн, Манама (посольство)
- Иран, Тегеран (посольство)
- Ирак, Багдад (посольство)
- Иордания, Амман (посольство)
- Кувейт, Эль-Кувейт (посольство)
- Ливан, Бейрут (посольство)
- Оман, Маскат (посольство)
- Катар, Доха (посольство)
- Саудовская Аравия, Эр-Рияд (посольство) - закрыто в 2012 году
  - Джидда (генеральное консульство) - закрыто в 2012 году
- ОАЭ, Абу-Даби (посольство)
  - Дубай (генеральное консульство)
- Йемен, Сана (посольство)

## Африка
- Алжир, Эль-Джазаир (посольство)
- Египет, Каир (посольство)
- Эритрея, Асмара (посольство)
- Ливия, Триполи (посольство)
  - Бенгази (генеральное консульство)
- Мавритания, Нуакшот (посольство)
- Марокко, Рабат (посольство)
- Нигерия, Лагос (посольство)
- Сенегал, Дакар (посольство)
- ЮАР, Претория (посольство)
- Судан, Хартум (посольство)
- Танзания, Дар-эс-Салам (посольство)
- Тунис, Тунис (посольство)

## Азия
- Китай, Пекин (посольство)
- Индия, Нью-Дели (посольство)
- Индонезия, Джакарта (посольство)
- Япония, Токио (посольство)
- Малайзия, Куала-Лумпур (посольство)
- КНДР, Пхеньян (посольство)
- Пакистан, Исламабад (посольство)

## Океания
- Австралия, Канберра (посольство)

## Международные организации
- Брюссель (представительство при ЕС)
- Каир (постоянная миссия при ЛАГ)
- Женева (постоянная миссия при ООН)
- Нью-Йорк (постоянная миссия при  ООН)
- Париж (постоянная миссия при ЮНЕСКО)
- Рим (постоянная миссия при ФАО)
- Вена (постоянная миссия при ООН)